# Теплота
Внутренняя энергия термодинамической системы может изменяться двумя способами: посредством совершения работы над системой и посредством теплообмена с окружающей средой. Энергия, которую получает или теряет система (тело) в процессе теплообмена с окружающей средой, называется коли́чеством теплоты́ или просто теплотой. Теплота — это одна из основных термодинамических величин в классической феноменологической термодинамике. Количество теплоты входит в стандартные математические формулировки первого и второго начал термодинамики.
Для изменения внутренней энергии системы посредством теплообмена также необходимо совершить работу. Однако это не механическая работа, которая связана с перемещением границы макроскопической системы. На микроскопическом уровне эта работа осуществляется силами, действующими между молекулами на границе контакта более нагретого тела с менее нагретым. Фактически при теплообмене энергия передаётся посредством электромагнитного взаимодействия при столкновениях молекул. Поэтому с точки зрения молекулярно-кинетической теории различие между работой и теплотой проявляется только в том, что совершение механической работы требует упорядоченного движения молекул на макроскопических масштабах, а передача энергии от более нагретого тела менее нагретому этого не требует.
Энергия может также передаваться излучением от одного тела к другому и без их непосредственного контакта.
Количество теплоты не является функцией состояния, и количество теплоты, полученное системой в каком-либо процессе, зависит от способа, которым она была переведена из начального состояния в конечное.
Единица измерения в Международной системе единиц (СИ) — джоуль. Как единица измерения теплоты используется также калория. В Российской Федерации калория допущена к использованию в качестве внесистемной единицы без ограничения срока с областью применения «промышленность».

## Определение
Количество теплоты входит в математическую формулировку первого начала термодинамики, которую можно записать как {\displaystyle Q=\Delta U+A}. Здесь {\displaystyle Q} — количество теплоты, переданное системе, {\displaystyle \Delta U} — изменение внутренней энергии системы и {\displaystyle A} — работа, совершённая системой. Однако корректное определение теплоты должно указывать способ её экспериментального измерения безотносительно к первому началу. Так как теплота — это энергия, переданная в ходе теплообмена, для измерения количества теплоты необходимо пробное калориметрическое тело. По изменению внутренней энергии пробного тела можно судить о количестве теплоты, переданном от системы пробному телу, и тем самым экспериментально проверить справедливость первого начала, независимо измерив все три входящие в него величины: работу, внутреннюю энергию и теплоту. Если в феноменологической термодинамике не указать способ независимого измерения количества теплоты посредством калориметрического тела, то первое начало теряет смысл содержательного физического закона и превращается в тавтологическое определение количества теплоты.
Такое измерение можно осуществить следующим способом. Пусть в системе, состоящей из двух тел {\displaystyle X} и {\displaystyle Y} и заключённой в адиабатическую оболочку, тело {\displaystyle Y} (пробное) отделено от тела {\displaystyle X} жёсткой, но теплопроводящей оболочкой. Тогда оно не способно совершать макроскопическую работу, но может обмениваться энергией посредством теплообмена с телом {\displaystyle X}. Предположим, что тело {\displaystyle X} может совершать механическую работу, но, так как вся система адиабатически изолирована, оно может обмениваться теплотой лишь с телом {\displaystyle Y}. Количеством теплоты, переданным телу {\displaystyle X} в некотором процессе, называется величина {\displaystyle Q_{X}=-\Delta U_{Y}}, где {\displaystyle \Delta U_{Y}} — изменение внутренней энергии тела {\displaystyle Y}. Согласно закону сохранения энергии, полная работа, выполненная системой, равна убыли полной внутренней энергии системы двух тел: {\displaystyle A=-\Delta U_{x}-\Delta U_{y}}, где {\displaystyle A} — макроскопическая работа, совершенная телом {\displaystyle X}, что позволяет записать это соотношение в виде выражения для первого начала термодинамики: {\displaystyle Q=A+\Delta U_{x}}.
Таким образом, вводимое в феноменологической термодинамике количество теплоты может быть измерено посредством калориметрического тела (об изменении внутренней энергии которого можно судить по показанию соответствующего макроскопического прибора). Из первого начала термодинамики следует корректность введённого определения количества теплоты, то есть независимость соответствующей величины от выбора пробного тела {\displaystyle Y} и способа теплообмена между телами. При таком определении количества теплоты первое начало становится содержательным законом, допускающим непосредственную экспериментальную проверку, кроме того, из него можно получить множество следствий, которые также проверяются в эксперименте.

## Неравенство Клаузиуса. Энтропия
Предположим, что рассматриваемое тело может обмениваться теплотой лишь с {\displaystyle N} бесконечными тепловыми резервуарами, внутренняя энергия которых столь велика, что при рассматриваемом процессе температура каждого остаётся строго постоянной. Предположим, что над телом был совершён произвольный круговой процесс, то есть по окончании процесса оно находится абсолютно в том же состоянии, что и в начале. Пусть при этом за весь процесс оно заимствовало из i-го резервуара, находящегося при температуре {\displaystyle T_{i}}, количество теплоты {\displaystyle Q_{i}}. Тогда верно следующее неравенство Клаузиуса:
{\displaystyle \circ \sum _{i=1}^{N}{\frac {Q_{i}}{T_{i}}}\leqslant 0.}
Здесь {\displaystyle \circ } обозначает круговой процесс. В общем случае теплообмена со средой переменной температуры неравенство принимает вид
{\displaystyle \oint {\frac {\delta Q(T)}{T}}\leqslant 0.}
Здесь {\displaystyle \delta Q(T)} — количество теплоты, переданное участком среды с (постоянной) температурой {\displaystyle T}. Это неравенство применимо для любого процесса, совершаемого над телом. В частном случае квазистатического процесса оно переходит в равенство. Математически это означает, что для квазистатических процессов можно ввести функцию состояния, называемую энтропией, для которой
{\displaystyle S=\int {\frac {\delta Q(T)}{T}},}
{\displaystyle dS={\frac {\delta Q}{T}}.}
Здесь {\displaystyle T} — это абсолютная температура внешнего теплового резервуара. В этом смысле {\displaystyle {\frac {1}{T}}} является интегрирующим множителем для количества теплоты, умножением на который получается полный дифференциал функции состояния.
Для неквазистатических процессов такое определение энтропии не работает. Например, при адиабатическом расширении газа в пустоту
{\displaystyle \int {\frac {\delta Q(T)}{T}}=0,}
однако энтропия при этом возрастает, в чём легко убедиться, переведя систему в начальное состояние квазистатически и воспользовавшись неравенством Клаузиуса. Кроме того, энтропия (в указанном смысле) не определена для неравновесных состояний системы, хотя во многих случаях систему можно считать локально равновесной и обладающей некоторым распределением энтропии.

## Скрытая и ощущаемая теплота
Внутренняя энергия системы, в которой возможны фазовые переходы или химические реакции, может изменяться и без изменения температуры. Например, энергия, передаваемая в систему, где жидкая вода находится в равновесии со льдом при нуле градусов Цельсия, расходуется на плавление льда, но температура при этом остаётся постоянной, пока весь лёд не превратится в воду. Такой способ передачи энергии традиционно называется «скрытой» или изотермической теплотой (англ. latent heat), в отличие от «явной», «ощущаемой» или неизотермической теплоты (англ. sensible heat), под которой подразумевается процесс передачи энергии в систему, в результате которого изменяется лишь температура системы, но не её состав.

## Теплота фазового превращения
Энергия, необходимая для фазового перехода единицы массы вещества, называется удельной теплотой фазового превращения. В соответствии с физическим процессом, имеющим место при фазовом превращении, могут выделять теплоту плавления, теплоту испарения, теплоту сублимации (возгонки), теплоту перекристаллизации и т. д. Фазовые превращения идут со скачкообразным изменением энтропии, что сопровождается выделением или поглощением тепла, несмотря на постоянство температуры.

## О терминах «теплота», «количество теплоты», «тепловая энергия»
Многие понятия термодинамики возникли в связи с устаревшей теорией теплорода, которая сошла со сцены после выяснения молекулярно-кинетических основ термодинамики. С тех пор они используются и в научном, и в повседневном языке. Хотя в строгом смысле теплота представляет собой один из способов передачи энергии, и физический смысл имеет лишь количество энергии, переданное системе, слово «тепло-» входит в такие устоявшиеся научные понятия, как поток тепла, теплоёмкость, теплота фазового перехода, теплота химической реакции, теплопроводность и пр. Поэтому там, где такое словоупотребление не вводит в заблуждение, понятия «теплота» и «количество теплоты» синонимичны. Однако этими терминами можно пользоваться только при условии, что им дано точное определение, не связанное с представлениями теории теплорода, и ни в коем случае «количество теплоты» нельзя относить к числу первоначальных понятий, не требующих определения. Поэтому некоторые авторы уточняют, что во избежание ошибок теории теплорода под понятием «теплота» следует понимать именно способ передачи энергии, а количество переданной этим способом энергии обозначают понятием «количество теплоты». Рекомендуется избегать такого термина, как «тепловая энергия», который по смыслу совпадает с внутренней энергией.